# Paul Neubauer
Paul Neubauer (1962) fue el principal violista joven en la historia de la Orquesta Filarmónica de Nueva York. 
Su gran musicalidad y su forma excepcional de tocar han hecho de Paul Neubauer uno de los artistas más importantes de su generación. Al combinar su carrera como solista con sus actuaciones como miembro de la Chamber Music Society del Lincoln Center, a los 21 años Neubauer era el jefe de cuerda más joven en la historia de la Filarmónica de Nueva York. 
En noviembre de 2006, actuó en el estreno mundial de la obra para viola y orquesta de Joan Tower, Purple Rhapsody, en la inauguración del Holland Performing Arts Center de Omaha, Nebraska (Estados Unidos). Esta obra será también interpretada con orquestas en Nueva York, Misuri, Virginia, Wisconsin, Pensilvania y Ohio. Ha actuado con las filarmónicas de Nueva York, Los Ángeles y Helsinki, así como con las sinfónicas National, St. Louis, Detroit, Dallas, San Francisco y Bournemouth y con las orquestas Santa Cecilia, English Chamber y Beethovenhalle. Neubauer ha estrenado la revisión del Concierto para viola y Orquesta de Bela Bartók, así como conciertos de Penderecki, Picker, Jacob, Lazarof, Suter, Müller-Siemens, Ott y Friedman. 
Es director de música de cámara del OK Mozart Festival y ha participado en los festivales de Verbier, Ravinia, Stavanger, Hollywood Bowl, Lincoln Center, Mostly Mozart, Saratoga, Marlboro y Ljubljana. Neubauer ha aparecido en los programas de la CBS Sunday Morning, A Prairie Home Companion, con Garrison Keillor, y en las revistas Strad, Strings y People. 
Ha ganado el primer premio de los Concursos Internacionales Whitaker, D’Angelo y Lionel Tertis y en 1989, se convirtió en el primer instrumentista de viola elegido para recibir la Avery Fisher Career Grant. Como primer viola de la Filarmónica de Nueva York durante seis años, ha tenido ocasión de actuar como solista con esta orquesta en más de veinte conciertos. Paul Neubauer forma parte del claustro de la Juilliard School de Nueva York y de la Escuela de las Artes Mason Gross, de la Universidad Rutgers.